# すみっコディスコ
「すみっコディスコ」は、2023年11月3日にPolydor/Perfume Recordsから配信されたPerfumeの配信限定シングル。

## 概要
前作「Moon」以来、約2か月ぶりのシングルリリースとなる。
ファンワークスアニメ映画『すみっコぐらし ツギハギ工場のふしぎなコ』の主題歌として書き下ろされた楽曲。映画への主題歌を提供するのは、2019年発表の「再生」以来。また、Perfumeにとって「チョコレイト・ディスコ」「ワンルーム・ディスコ」に続く、タイトルに"ディスコ"を冠した楽曲の第3弾となっている。
プロモーションビデオは同映画とのコラボレーションで制作され、全編アニメーションとなっている。『すみっコぐらし』に登場する「たぴおか」とPerfumeがコラボレーションしたキャラクター「たぴゅーむ」がPVやジャケットに登場している。Perfumeメンバー本人によるダンスビデオもYouTubeで公開され、"すみっコ"たちをモチーフとした衣装を纏い、楽曲のダンスパフォーマンスを披露している。

## 収録曲
| 全作詞・作曲・編曲: 中田ヤスタカ。 |                                             |              |              |      |
| #                                  | タイトル                                    | 作詞         | 作曲・編曲   | 時間 |
| 1.                                 | 「すみっコディスコ」                        | 中田ヤスタカ | 中田ヤスタカ | 3:27 |
| 2.                                 | 「すみっコディスコ」(Movie Ver.)            | 中田ヤスタカ | 中田ヤスタカ | 3:55 |
| 3.                                 | 「すみっコディスコ」(Original Instrumental) | 中田ヤスタカ | 中田ヤスタカ | 3:27 |
| 合計時間:                          | 合計時間:                                   | 10:49        |              |      |